# Posoqueria platysiphonia
Posoqueria platysiphonia är en måreväxtart som beskrevs av Henry Hurd Rusby. Posoqueria platysiphonia ingår i släktet Posoqueria och familjen måreväxter.
Artens utbredningsområde är Colombia. Inga underarter finns listade i Catalogue of Life.